# 감로 (동오)
감로(甘露)는 중국 손오(孫吳) 말제(末帝)의 두 번째 연호이다. 265년 4월에서 266년 7월까지 1년 4개월 동안 사용하였다. 265년 4월에 장릉(蔣陵)에서 감로가 내린 것을 계기로 개원하였다.
같은 시기에 사용된 다른 연호로는 조위(曹魏)에서 사용한 함희(咸熙 : 264년 ~ 265년), 서진(西晉)에서 사용한 태시(泰始 : 265년 ~ 274년)가 있다.

## 연대대조표
| 감로                | 원년            | 2년        |
| 서력                | 265년           | 266년      |
| 육십간지 (六十干支) | 을유(乙酉)      | 병술(丙戌) |
| 조위 (曹魏)         | 함희(咸熙) 2년  | -          |
| 서진 (西晉)         | 태시(泰始) 원년 | 2년        |

## 같이 보기
- 다른 왕조의 같은 연호
  - 전한(前漢) 감로(기원전 53년 ~ 기원전 50년)
  - 조위(曺魏) 감로(256년 ~ 260년)
  - 전진(前秦) 감로(359년 ~ 364년)

- 중국의 연호

| 이전 연호 원흥(元興) | 중국의 연호 손오(孫吳) | 다음 연호 보정(寶鼎) |